# Niebezpieczny umysł (film)
Niebezpieczny umysł (ang. Confessions of a Dangerous Mind) – amerykański film fabularny powstały na podstawie autobiografii Chucka Barrisa pt. Niebezpieczny umysł.

## Opis fabuły
Film opowiada o Chucku Barrisie, twórcy i gospodarzu teleturniejów telewizyjnych, jednocześnie przyznającym się w swojej autobiografii do popełnienia 33 zabójstw. Barris był odpowiedzialny za powstanie kilku teleturniejów, m.in. pierwowzoru polskiej Randki w ciemno. Film przedstawia karierę Barrisa zarówno jako prezentera i producenta telewizyjnego, jak i płatnego zabójcy pracującego dla CIA. Towarzyszenie zwycięzcom Randki w ciemno w podróżach do Europy w charakterze przyzwoitki było tylko przykrywką dla jego morderczych misji. Portretując rzekome wyczyny Barrisa w niemal komiksowym stylu, film wcale nie wyklucza, że twierdzenia Barrisa mogą być fałszywe. W filmie pojawiają się też wywiady z przyjaciółmi i znajomymi Barrisa z jego „prawdziwego” życia, lecz nie potrafią oni stwierdzić, że Barris kłamał; podobno nieraz znikał i nie pojawiał się przez dłuższy czas. Z drugiej strony świat Barrisa przypomina nieco halucynacje bohatera filmu Piękny umysł.

## O filmie
Film ten, mimo iż dla George’a Clooneya był dopiero debiutem reżyserskim, został dobrze przyjęty przez krytyków.
Nie wiadomo, czy wydarzenia opisane w autobiografii Barrisa były prawdziwe. Sam Barris pytany w wywiadach, czy rzeczywiście był współpracownikiem CIA, zwykł odpowiadać „I can't really confirm or deny it” (Naprawdę nie mogę tego potwierdzić, ani zaprzeczyć).

## Obsada
- George Clooney – agent CIA, Jim Byrd
- Drew Barrymore – Penny
- Sam Rockwell – Chuck Barris
- Julia Roberts – Patricia Watson
- Rutger Hauer – Keeler
- Matt Damon – Matt, uczestnik „Randki w ciemno”
- Brad Pitt – Brad, uczestnik „Randki w ciemno”
- Tony Zanca – zwycięzca „Randki w ciemno”
- Nathalie Morin – zwyciężczyni „Randki w ciemno”
- Jerry Weintraub – Larry Goldberg
- Maggie Gyllenhaal – Debbie
- Jennifer Hall – Georgia
- Emilio Rivera – Benitez
- Kristen Wilson – Loretta
- Michael Ensign – Simon Oliver
- Jerry Weintraub – Larry Goldberg
- Daniel Zacapa – Renda
- Robert John Burke – instruktor Jenks
- Carlos Carrasco – Brazioni
- James Urbaniak – Rod Flexner
- Chuck Barris – Chuck Barris (dzień dzisiejszy)

## Nagrody
Film był nominowany do Złotego Niedźwiedzia na festiwalu w Berlinie. Na tej imprezie Srebrnego Niedźwiedzia w kategorii Najlepszy Aktor otrzymał Sam Rockwell.